# Wanda Gág
Wanda Gág (1893-1946) est une artiste américaine, auteure, traductrice et illustratrice de littérature d'enfance et de jeunesse.

## Biographie
Wanda Gág contribua entre autres au magazine The Liberator (1918-1924).

## Œuvres

### Texte et illustrations
- Batiking at Home: a Handbook for Beginners, Coward McCann, 1926
- Millions of Cats, Coward McCann, 1928 Publié en français sous le titre Des chats par millions, Paris : Circonflexe, coll. « Aux couleurs du temps », 1992.
- The Funny Thing, Coward McCann, 1929
- Snippy and Snappy, Coward McCann, 1931
- Wanda Gág’s Storybook (includes Millions of Cats, The Funny Thing, Snippy and Snappy), Coward McCann, 1932
- The ABC Bunny, Coward McCann, 1933
- Gone is Gone; or, the Story of a Man Who Wanted to Do Housework, Coward McCann, 1935
- Growing Pains: Diaries and Drawings for the Years 1908-1917, Coward McCann, 1940
- Nothing At All, Coward McCann, 1941

### Traduction et illustrations
- Tales from Grimm, Coward McCann, 1936
- Snow White and the Seven Dwarfs, Coward McCann, 1938
- Three Gay Tales from Grimm, Coward McCann, 1943
- More Tales from Grimm, Coward McCann, 1947

### Illustration
- A Child’s Book of Folk-Lore— Mechanics of Written English, de Jean Sherwood Rankin, Augsburg, 1917
- The Oak by the Waters of Rowan, de Spencer Kellogg Jr, Aries Press, New York, 1927
- The Day of Doom, de Michael Wigglesworth, Spiral Press, 1929

### Traduction
- The Six Swans, illustrations de Margot Tomes, Coward, Mccann & Geoghegan, 1974
- Wanda Gág's Jorinda and Joringel, illustrations de Margot Tomes, Putnam, 1978
- Wanda Gag's the Sorcerer's Apprentice illustrations de Margot Tomes, Putnam, 1979
- Wanda Gag's The Earth Gnome, illustrations de Margot Tomes, Putnam, 1985

## Récompenses
- Newbery Honor pour Millions of Cats et The ABC Bunny
- Caldecott Honor Award pour Snow White and the Seven Dwarfs et Nothing at All